# Cuțit

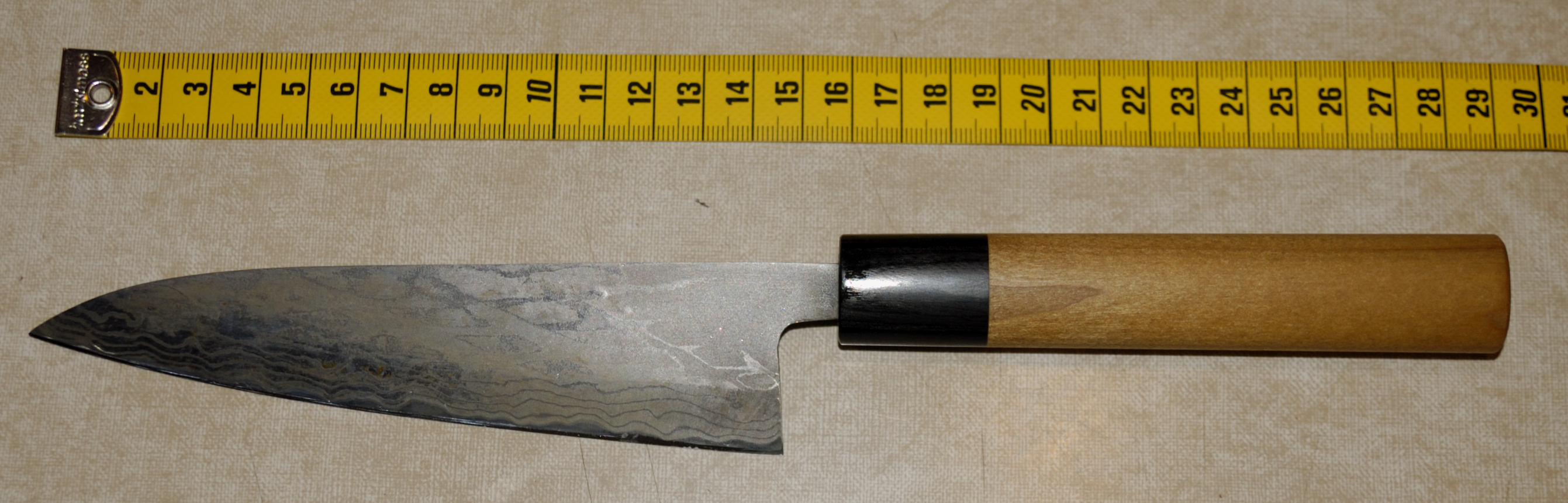
Cuțit japonez

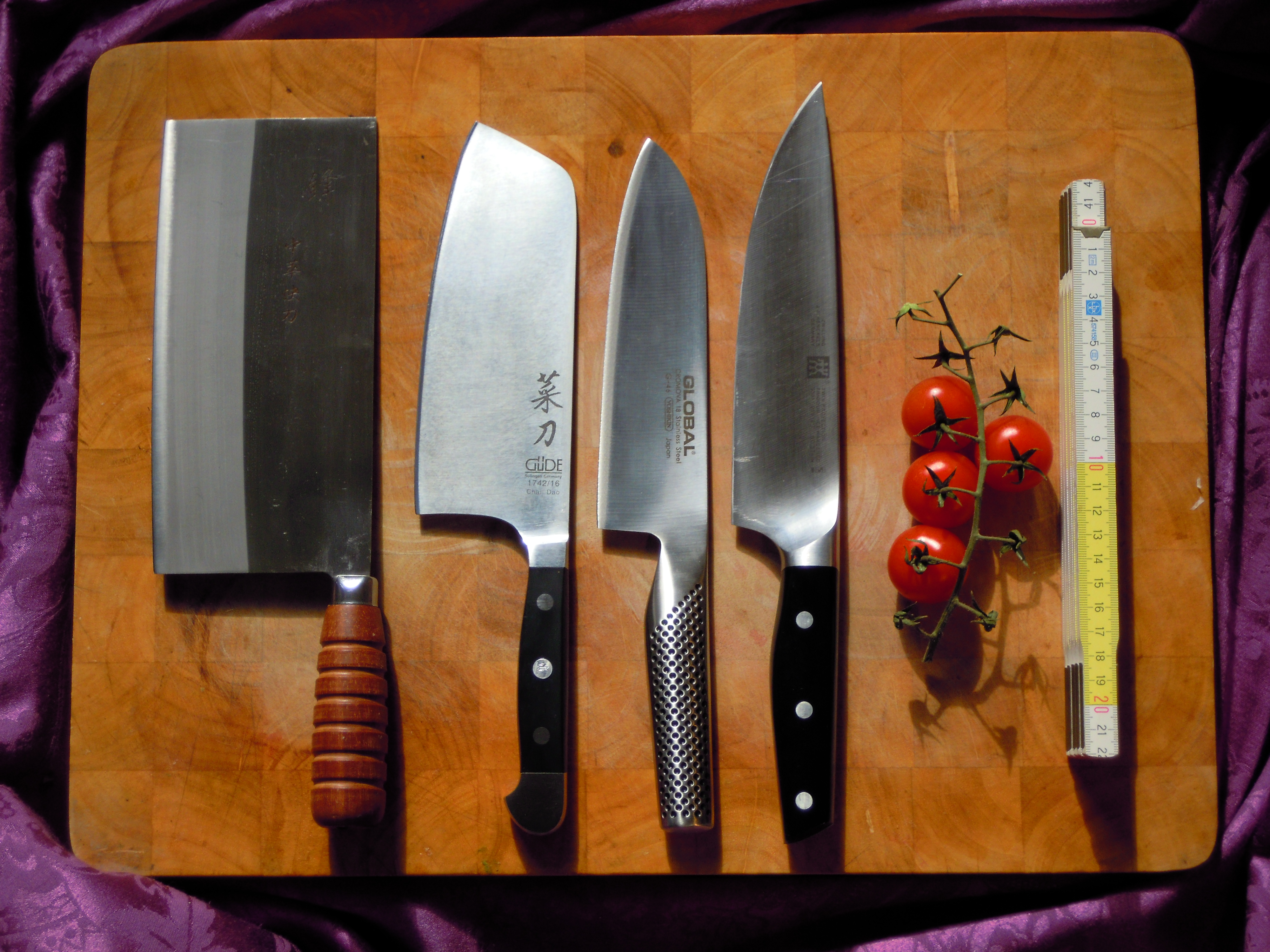
Diferite cuțite de bucătărie

Cuțitul este un instrument folosit pentru tăiat. Este format dintr-un mâner și o lamă, cel mai adesea metalică, care poate varia în ascuțime și care uneori poate prezenta zimți. Cuțitele se folosesc ca unelte în bucătărie, ateliere, chirurgie, abatoare sau ca arme încă din cele mai vechi timpuri.

## Tipuri de cuțite
În bucătărie se folosesc o mare gamă de cuțite cum ar fi: pentru pâine (cu zimți), pentru legume, de măcelar. În alte domenii există cuțite medicale în trusele chirurgicale și de necropsie, în grădinărit, pentru deschiderea plicurilor și coletelor, în multe domenii tehnice, instalații electrice, instalații sanitare, în atelierele de pielărie, cioplire.